# Michael Myers (Richter)

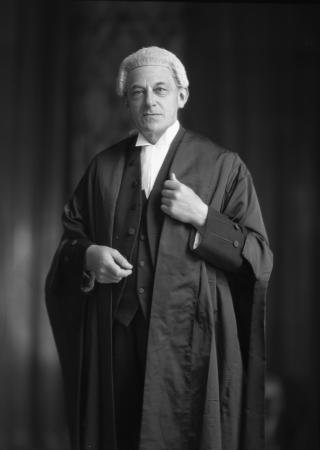
Michael Myers (1929)

Sir Michael Myers (* 7. September 1873 in Motueka; † 8. April 1950 in Wellington) war von 1929 bis 1946 der sechste Chief Justice of New Zealand. Zwischen 1930 und 1941 fungierte er zeitweilig als Administrator of the Government.

## Ausbildung und Karriere
Michael Myers wurde am 7. September 1873 als 13. Kind der jüdischen Eltern, Judah Myers, einem Geschäftsmann, und dessen Frau Eve Solomon in Motueka geboren. Myers besuchte die Thorndon School in Wellington und anschließend das Wellington College. 1897 schloss er sein Studium an dem Canterbury College mit dem Bachelor of Laws ab.
Am 3. Mai 1929 wurde Myers als Nachfolger von Charles Skerrett zum Obersten Richter Neuseelands ernannt. Zwei Jahre später wurde er im Dezember 1931 in den britischen Judicial Committee of the Privy Council berufen, konnte aber erstmals 1936 bei einem London-Besuch an dessen Sitzungen teilnehmen. 1945 nahm er an der Konferenz in San Francisco teil, aus der die Vereinten Nationen hervorgingen. Er beteiligte sich am Entwurf der Verfassung des International Court of Justice. Am 6. September desselben Jahres trat er von seinem Posten als oberster Richter des Landes zurück, wurde aber für ein weiteres Jahr erneut ernannt, trat dann aber am 7. August 1946 endgültig zurück. Sein Amtsnachfolger wurde Humphrey O’Leary. Myers Schwester Phoebe Myers war eine bemerkenswerte Pädagogin, die Neuseeland 1929 im Völkerbund vertrat.
Myers starb 1950 in Wellington im Alter von 76 Jahren.
Er war mit Estelle Miriam, geborene Salom (1876–1960) verheiratet.

## Auszeichnungen
Myers wurde 1922 zum King’s Counsel ernannt und 1930 als Knight Commander des Order of St. Michael and St. George geadelt und 1937 zum Knight Grand Cross desselben Ordens erhoben. 1944 bekam er einen ehrenamtlichen Platz im Inner Temple, einer der vier englischen Anwaltskammern in London.